# GP2 San Marinó-i nagydíj
A GP2 San Marinó-i nagydíj at 2005 és 2006 óta rendezik meg a Autodromo Enzo e Dino Ferrari versenypályán.

## Nyertesek
| Év   | Főverseny nyertese | Nyertes csapat      | Sprintverseny nyertese | Nyertes csapat       |
| ---- | ------------------ | ------------------- | ---------------------- | -------------------- |
| 2005 | Heikki Kovalainen  | Arden International | Adam Carroll           | Super Nova Racing    |
| 2006 | Gianmaria Bruni    | Trident Racing      | Ernesto Viso           | iSport International |